# Czesław Koziołkiewicz
Czesław Koziołkiewicz (ur. 14 lipca 1871 w Pobereżanach, zm. 9 marca 1952 w Biłgoraju) – polski ksiądz katolicki, prałat i kanonik, działacz społeczny.

## Życiorys
Urodził się 14 lipca 1871 w Pobereżanach, na obrzeżach Hrubieszowa, w rodzinie Piotra i Franciszki z Szykulskich. Ukończył w Lublinie gimnazjum (1889) i Seminarium Duchowne (1894). Święcenia kapłańskie przyjął w 1894, a następnie rozpoczął pracę jako wikariusz w kościele w Janowie Lubelskim. W 1903 został awansowany na stanowisko proboszcza i dziekana w parafii pw. Trójcy Świętej i Wniebowzięcia NMP w Biłgoraju. Założyciel (1907) i długoletni wiceprezes, a od 1916 prezes Polskiej Macierzy Szkolnej. 
W okresie II Rzeczypospolitej (1918–1939) w Biłgoraju angażował się w działalność społeczną. Był radnym miasta oraz członkiem Miejskiej Rady Przybocznej. Szczególnie starał się wspierać rozwój oświaty. M.in. w 1917 został przewodniczącym Rady Szkolnej Miejscowej, a w 1918 rada szkolna okręgu biłgorajskiego mianowała go członkiem dozoru szkolnego miasta. W 1924 został przedstawicielem kościoła katolickiego w Radzie Szkolnej Powiatowej. Należał też do komitetów, które inicjowały budowę szkół powszechnych i średnich na terenie miasta. Współorganizował miejscową działalność Katolickiego Stowarzyszenia Młodzieży. Był także prezesem Towarzystwa Pomocy Dzieciom i Młodzieży oraz członkiem zarządu PCK.
W 1924 decyzją biskupa lubelskiego ks. Mariana Fulmana został mianowany kanonikiem honorowym Kapituły Kolegialnej w Zamościu. W 1937 decyzją Prezydium Rady Ministrów otrzymał Złoty Krzyż Zasługi.
Jako dziekan kierował dekanatem biłgorajskim w okresie I oraz II wojny światowej. Jego staraniem dokonano odbudowy kościoła parafialnego ze zniszczeń, które były efektem działań wojennych w 1939 – bitwy o Biłgoraj oraz pożaru z 11 września 1939. 
W 1948 w uznaniu zasług otrzymał od władz kościelnych tytuł Prałata Domowego Ojca Świętego. 
Zmarł 9 marca 1952 i został pochowany na cmentarzu przy ul. Lubelskiej w Biłgoraju (sektor V-2-1). 